# Cilaos
Cilaos és un municipi de l'illa de la Reunió. L'any 2006 tenia 5.796 habitants. Limita amb els municipis de Les Avirons, Entre-Deux, Saint-Benoît, Saint-Leu, Saint-Louis, Saint-Paul, Salazie i Trois-Bassins.

## Demografia
| 1967                                       | 1974  | 1981  | 1990  | 1999  | 2006  |
| ------------------------------------------ | ----- | ----- | ----- | ----- | ----- |
| 5.586                                      | 5.672 | 5.735 | 6.115 | 5.838 | 5.796 |
| Des de 1962: població sense dobles comptes |       |       |       |       |       |

## Administració
| Període   | Nom                | Partit |
| --------- | ------------------ | ------ |
| 1965-1987 | Irénée Accot       |        |
| 1987-1989 | Pascal Maillot     |        |
| 1989-1995 | Simon Lebreton     |        |
| 1995-2001 | Jacques Técher     |        |
| 2001-     | Paul-Franco Técher |        |